# Romántico (álbum)
Romántico es el decimosexto álbum de estudio del cantante mexicano José José, Fue lanzado al mercado bajo el sello discográfico Ariola a mediados de 1981. Este álbum se grabó en 1 día ya que José José se sabía la letra completa de las 12 canciones.
En esta producción, graba éxitos que fueron interpretados por grandes exponentes del bolero, como los tríos Los Tres Ases, Los Tres Diamantes, Los Tres Caballeros, y los solistas Lucho Gatica, Beny Moré, Pedro Infante, Javier Solís e incluyendo solo un tema inédito, "Polvo enamorado".

## Lista de canciones[1]
| Romántico |                       |                                   |          |  |
| N.º       | Título                | Escritor(es)                      | Duración |  |
| 1.        | «El reloj»            | Roberto Cantoral                  | 3:44     |  |
| 2.        | «Cómo fue»            | Ernesto Duarte                    | 3:20     |  |
| 3.        | «Cancionero»          | Álvaro Carrillo                   | 3:55     |  |
| 4.        | «Reina mía»           | Saulo Sedano                      | 2:54     |  |
| 5.        | «Regálame esta noche» | Roberto Cantoral                  | 2:55     |  |
| 6.        | «Polvo enamorado»     | Dr. Mauricio González de la Garza | 3:48     |  |
| 7.        | «La gloria eres tú»   | José Antonio Méndez               | 3:13     |  |
| 8.        | «Te me olvidas»       | Vicente Garrido                   | 3:31     |  |
| 9.        | «Novia mía»           | José Antonio Méndez               | 3:26     |  |
| 10.       | «Un poco más»         | Álvaro Carrillo                   | 3:48     |  |
| 11.       | «Muchachita»          | Mario Ruiz Armengol               | 3:41     |  |
| 12.       | «Tu ausencia»         | Alberto Elorza · Martha Rangel    | 2:56     |  |

## Créditos y personal[1]
- José José - Voz, producción y realización.
- Rodrigo Álvarez - Arreglos y dirección en pistas 2, 5, 8, 9, 10 y 11.
- Armando Noriega - Arreglos y dirección en pista 6.
- Eugenio Castillo - Arreglos y dirección en pistas 1, 3, 4, 7 y 12.
- José L. Quintana - Asesor técnico creativo
- Juan Amestoy - Fotografía
- Alberto Reyna - Diseño

© MCMLXXXI. Bertelsmann de México, S.A. de C.V.